# 대한목재협회
대한목재협회는 목재산업의 발전과 유통질서의 확립 그리고 목제품 품질 향상을 도모함으로써 국민경제 발전에 공헌하고 회원사들의 권익보호를 도모할 목적으로 2008년 9월 29일 설립 허가된 대한민국 산림청 소관의 사단법인이다. 사무실은 인천광역시 동구 방축로 83번길23 산업유통센터 편익B동 511호에 있다.

## 주요 사업
- 제재목 수입 및 생산 유통